# VARREL
VARREL（ヴァレル、正式名称：DONUTS VARREL）は、	株式会社CELLORBが運営する日本のプロeスポーツ組織。2015年10月に発足。

## 略歴
2015年10月、株式会社ブレークスルー（代表取締役社長：高橋大輔）が「Unsold Stuff Gaming」を設立。2020年10月15日にDONUTSグループの傘下となり株式会社DONUTS USGを設立。「DONUTS USG」としてリブランディングされた。株式会社VARREL（現・株式会社CELLORB）に社名変更により「DONUTS VARREL」と改名され、運営されている。
チームの運営・マネジメントは株式会社CELLORB（セルオーブ）が行っている。
これまでに、『League of Legends』『Arena of Valor』『Rainbow Six Siege』等の競技シーンで実績を残し、『Splatoon』では国内3連覇を果たした。
競技活動のほか、YouTube、Twitch、ミクチャなどの動画配信サイトを中心としたクリエーター活動や、DONUTSグループのリソースを活用したeスポーツ市場の規模拡大やeスポーツ関連領域の人材に関するセカンドキャリアの構築支援など業界的なブランディングにも取り組んでいる。

## 沿革

### 2015年
- 10月、株式会社ブレークスルーがUnsold Stuff Gamingを設立[3]。『League of Legends』部門を発足。

### 2016年
- 1月8日、ハースストーン部門発足。
- 7月8日、『OverWatch』部門発足[4]。
- 7月14日、『Shadowverse』部門発足[5]。
- 9月15日、『AVA』部門発足[6]。

### 2017年
- 2月28日、『BLACK SQUAD』部門発足[7]。

### 2018年
- 1月6日、『Splatoon2』部門発足[8]。
- 1月29日、『PUBG』部門発足[9]。『BLACK SQUAD』部門解散[10]。
- 3月17日、『AVA』部門活動休止[11]。
- 4月14日、『Overwatch』部門解散[12]。
- 5月25日、『Call of Duty: WWII』部門発足。[13]『Fortnite』部門発足。[14]
- 9月14日、『レインボーシックス シージ』部門発足。
- 12月10日、『Call of Duty: BO4』部門発足[15]。

### 2019年
- 7月8日、アリーナ・オブ・ヴァラー部門発足。

### 2020年
- 1月11日、エーペックスレジェンズ部門発足。
- 10月15日、株式会社DonutsがUnsold Stuff Gamingを受け入れ株式会社Donuts USGを設立し運営を開始。[16]。チーム名をDONUTS USGに改名。高橋大輔が代表取締役社長に就任。
- 10月26日、『VALORANT』部門発足[17]。
- 10月28日、『LoL:Wild Rift』部門発足[18]。

### 2021年
- 1月23日、『PUBG Mobile』部門発足[19]。
- 2月1日、『STREAMER』部門発足。
- 3月3日、『鉄拳7』部門発足。
- 10月1日、假屋勝が代表取締役社長に就任。[20]

### 2022年
- 12月18日、『PUBG』部門が解散。
- 12月23日、株式会社VARRELの社名変更により、チーム名をDONUTS VARRELに改名[2]。

### 2023年
- 3月1日、鈴木文雄が代表取締役社長に就任。[21]
- 5月18日、PCデポ、京急電鉄と連携協定を締結し、横浜市の後援のもと「横浜GGプロジェクト」を発足[22]。
- 11月24日、岩崎学園とのスポンサー契約を締結[23]。

### 2024年
- 1月10日、『PUBG Mobile』部門解散[24]。
- 2月29日、『Rainbow Six Siege』部門解散[25]。『スプラトゥーン3』部門解散。
- 4月8日、株式会社VARRELが株式会社TOPANGAとの経営統合に合意し、株式会社CELLORBに商号変更。経営統合に伴い、TOPANGAが運営するeスポーツチーム「魚群」が解散したため、所属していた一部の選手が移籍。既存の『TEKKEN』部門と新設の『STREET FIGHTER』部門を統合し、格闘ゲーム部門を設立[26][27]。
- 4月28日、PARAVOX部門発足。
- 10月4日、Smash Bros部門発足。

## 現在活動している部門

### Overwatch

#### 所属選手
| プレイヤー名             | 役割    | 加入日        | 備考 |
| ------------------------ | ------- | ------------- | ---- |
| KSG（Inoue Tomoharu）    | Tank    | 2021年5月17日 |      |
| Nico（Fujikawa Daisuke） | DPS     | 2021年5月17日 |      |
| qki（Hirayama Nariaki）  | DPS     | 2021年9月14日 |      |
| Mihawk（Ukihasu Sho）    | Support | 2021年5月17日 |      |
| Qloud（Takashi Umeda）   | Support | 2021年5月17日 |      |
| Mimoza                   | Support | 2025年1月9日  |      |
|                          |         |               |      |
| Pain（Jeong Yu-chan）    | Coach   | 2021年5月17日 |      |
| YaHo                     | Coach   | 2024年9月1日  |      |

### STREET FIGHTER

#### 所属選手
| プレイヤー名           | 役割   | 加入日       | 備考 |
| ---------------------- | ------ | ------------ | ---- |
| マゴ（Kenryo Hayashi） | Player | 2024年4月8日 |      |
| もけ（Naoki Nakayama） | Player | 2024年4月8日 |      |
| 水派                   | Player | 2024年4月8日 |      |
| だいこく               | Player | 2024年6月6日 |      |

### TEKKEN

#### 所属選手
| プレイヤー名              | 役割   | 加入日        | 備考 |
| ------------------------- | ------ | ------------- | ---- |
| Rangchu（Jeong Hyeon-ho） | Player | 2021年3月3日  |      |
| PINYA                     | Player | 2021年4月17日 |      |
| AO（Akihiro Abe）         | Player | 2024年4月8日  |      |

### VALORANT

#### 所属選手
| プレイヤー名               | 役割       | 加入日         | 備考                             |
| -------------------------- | ---------- | -------------- | -------------------------------- |
| zepher（Jyousuke Matsuda） | Player     | 2022年12月25日 |                                  |
| Bangnan（Jung Min-u）      | Player     | 2023年8月4日   |                                  |
| LOB（Lim Byung-gun）       | Player     | 2023年8月4日   |                                  |
| BlackWiz（Kohei Mikami）   | Player     | 2023年9月23日  | NORTHEPTIONより移籍加入。        |
| xnfri（Tomoki Moriya）     | Player     | 2023年10月18日 | DetonatioN FocusMeより移籍加入。 |
|                            |            |                |                                  |
| yT（Yiğit Özden）          | Head Coach | 2023年7月20日  |                                  |
| Kiehll                     | Coach      | 2023年7月20日  |                                  |
| Eriii                      | Analyst    | 2023年7月20日  |                                  |
| hubuki                     | Analyst    | 2023年7月20日  |                                  |

### STREAMER

#### 所属メンバー
| プレイヤー名 | 役割     | 備考                        |
| ------------ | -------- | --------------------------- |
| ANS          | Streamer |                             |
| kept         | Streamer | SUPER SMASH BROS.部門と兼務 |
| ぱせりまん   | Streamer |                             |
| 象先輩       | Streamer |                             |
| 中野あるま   | Streamer |                             |
| 布団ちゃん   | Streamer |                             |

## 競技成績
・2021年10月29日『RAINBOW SIX JAPAN CHAMOIONSHIP2021』優勝
・2022年2月2日『Red Bull Kumite 2021』優勝
・2022年3月28日『PUBG Weekly Series|Weekly Final』週間1位
・2022年4月25日『Rainbow Six Japan League season1』3位
・2022年5月9日『PUBG MOBILE JAPAN　LEAGUE SEASON2』優勝

## スポンサー・パートナー
- PC DEPOT（株式会社ピーシーデポコーポレーション）
- 京急電鉄（京浜急行電鉄株式会社）
- ソフタスグループ（株式会社ソフタス）
- TABIO SPORTS（タビオ株式会社）
- exture（エクスチュア株式会社）
- アスノシステム（アスノシステム株式会社）
- 岩崎学園（学校法人岩崎学園）
- JunkFood Arcades（Junk Food Custom Arcades LLC）
- ジョブカン（株式会社DONUTS）
- ミクチャ（株式会社DONUTS）